# Eustach II. (Boulogne)

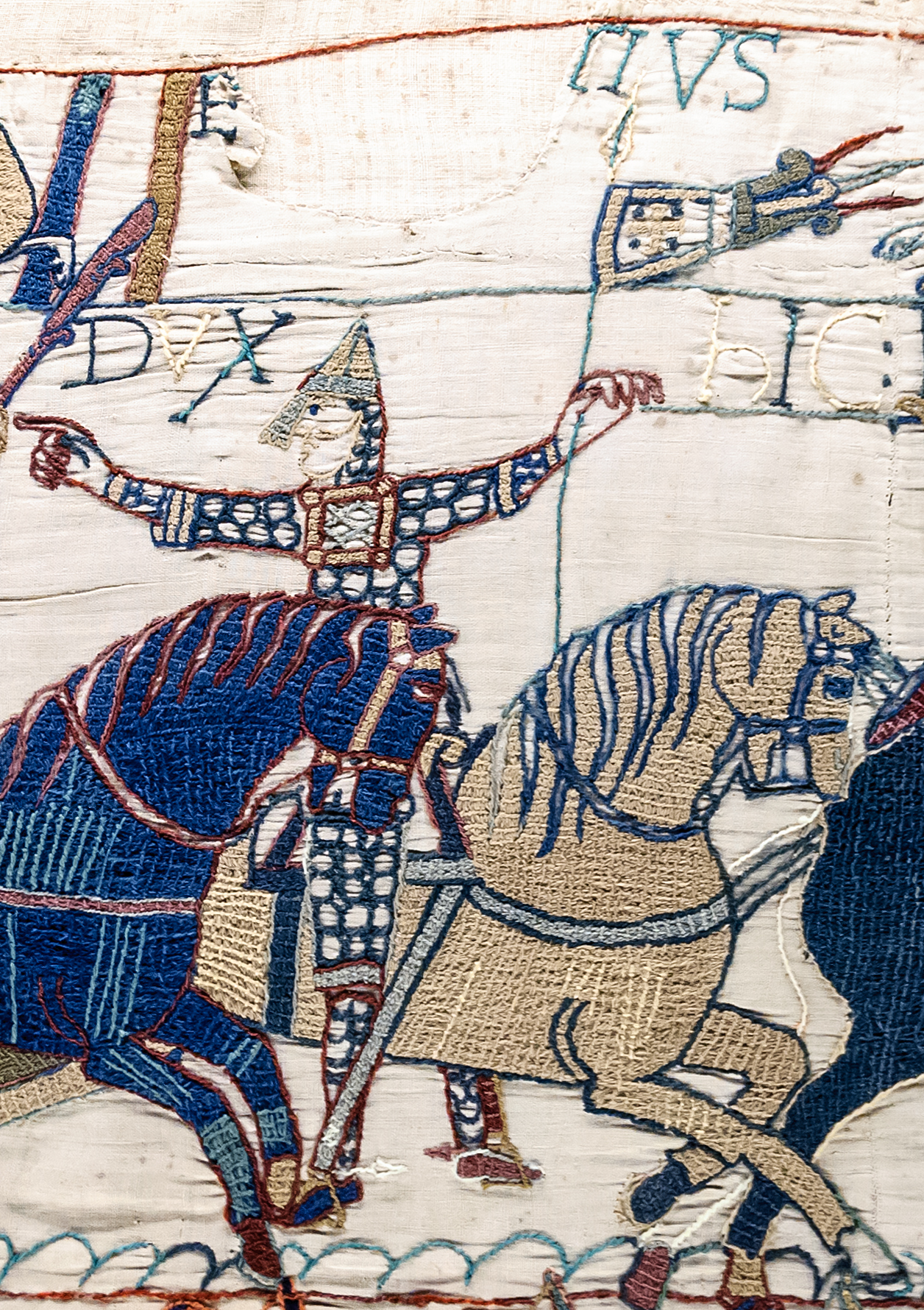
Darstellung Eustachs von Boulogne auf dem Teppich von Bayeux

Eustach II. (französisch: Eustache II de Boulogne; * um 1020; † um 1085), auch Eustace geschrieben, war Graf von Boulogne.
Er war der Sohn des Grafen Eustach I. von Boulogne (Haus Boulogne) und der Gräfin Matilda von Löwen. Von seinem Vater erbte er nach dessen Tod die Grafschaft Boulogne. 1054, beim Tod seines Bruders Lambert, erbte er auch dessen Grafschaft Lens.
Er nahm als Begleiter Wilhelms des Eroberers an der normannischen Eroberung Englands teil und befehligte in der Schlacht bei Hastings (14. Oktober 1066) (vielleicht gemeinsam mit Roger II. de Montgommery, dessen Teilnahme an der Schlacht allerdings nicht zweifelsfrei belegt ist) den aus flämischen und französischen Kämpfern bestehenden rechten Flügel des Invasionsheeres.
Manche Wissenschaftler sehen in Eustach II. den Patron des Teppichs von Bayeux und den Teppich selbst als Geschenk für Odo von Bayeux, den Bischof von Bayeux und Halbbruder Wilhelms des Eroberers, als mögliche Wiedergutmachung für die Angriffe Eustachs auf Dover, das nach der Eroberung Englands zu Odos Einflussbereich gehörte (1067). Diese These wird durch die Hervorhebung Eustachs und Odos im Teppich gestützt.
Eustach II. war in erster Ehe mit Goda von England († vor 1049), einer Tochter des Königs Æthelred II. und Witwe des Drogo von Mantes und Vexin († 1035), verheiratet. In zweiter Ehe heiratete er Ida von Lothringen († 13. April 1113), Tochter des Herzogs Gottfried III. von Niederlothringen, die Bouillon als Aussteuer bekam.

## Nachkommen
- Eustach III. († 1125), Graf von Boulogne ⚭ Maria von Schottland, Tochter des Königs Malcolm III.;
- Gottfried von Bouillon (* um 1060; † 1100), Herzog von Niederlothringen 1089, erster Regent des Königreichs Jerusalem 1099;
- Balduin I. (* nach 1060; † 1118), Graf von Verdun, Graf von Edessa 1098, König von Jerusalem 1100, ⚭ (1) Godevere (Godhild) von Tosni († 1097), ⚭ (2) Orianta, Tochter des armenischen Fürsten Taphnuz, ⚭ (3) 1113 Adelheid von Savona (* 1072; † 1118);
- Ida, ⚭ (1) Hermann I. Graf von Malsen-Cuyk († um 1080), ⚭ (2) Kuno Graf von Montaigu, Seigneur de Rochefort;
- (unsicher/illegitim) William Fitzeustace († 1094), 1093 1. Earl of Gloucester.